# Jarsenovo
Jarsenovo je naselje u gradu Leskovcu, Jablanički upravni okrug, Srbija. Prema popisu iz 2022. godine u Jarsenovu je živjelo 225 stanovnika.